# Axilosphaera
Axilosphaera, monotipski rod zelenih algi smješten u porodicu Tetracystaceae. Jedina vrsta je kopnena alga A. vegetata iz Tennesseeja